# Égleny
Égleny és un municipi francès situat al departament del Yonne, a la regió de Borgonya - Franc Comtat. El 2019 tenia 449 habitants.